# Vicariato apostolico di Reyes
Il vicariato apostolico di Reyes (in latino Vicariatus Apostolicus Reyesensis) è una sede della Chiesa cattolica in Bolivia immediatamente soggetta alla Santa Sede. Nel 2022 contava 148.316 battezzati su 196.862 abitanti. La sede è vacante.

## Territorio
Il vicariato apostolico, situato in Bolivia, comprende la provincia di General José Ballivián Segurola del dipartimento di Beni e le province di Abel Iturralde e di Sud Yungas nel dipartimento di La Paz.
Sede del vicariato è città di Reyes, dove si trova la cattedrale dei Santi Re Magi.
Il territorio è suddiviso in 16 parrocchie.

## Storia
Il vicariato apostolico è stato eretto il 1º settembre 1942 con la bolla Quo Christianum Nomen di papa Pio XII, ricavandone il territorio dal vicariato apostolico di El Beni.

## Cronotassi dei vescovi
Si omettono i periodi di sede vacante non superiori ai 2 anni o non storicamente accertati.
- Jean Claudel, C.SS.R. † (14 luglio 1943 - 12 dicembre 1955 deceduto)
- Josef Alfons Tscherrig, C.SS.R. † (11 dicembre 1956 - 11 dicembre 1970 dimesso)
  - Sede vacante (1970-1973)
- Roger-Émile Aubry, C.SS.R. † (14 giugno 1973 - 1º maggio 1999 ritirato)
- Karl Bürgler, C.SS.R. (1º maggio 1999 succeduto - 18 febbraio 2019 ritirato)
- Waldo Rubén Barrionuevo Ramírez, C.SS.R. † (1º giugno 2019 - 7 luglio 2022 deceduto)[2]
  - Sede vacante (dal 2022)
  - Eugenio Coter,[1] dal 7 luglio 2022 (amministratore apostolico)

## Statistiche
Il vicariato apostolico nel 2022 su una popolazione di 196.862 persone contava 148.31 battezzati, corrispondenti al 75,3% del totale.
| anno | popolazione | popolazione | popolazione | presbiteri | presbiteri | presbiteri | presbiteri                | diaconi | religiosi | religiosi | parrocchie |
| anno | battezzati  | totale      | %           | numero     | secolari   | regolari   | battezzati per presbitero | diaconi | uomini    | donne     | parrocchie |
| ---- | ----------- | ----------- | ----------- | ---------- | ---------- | ---------- | ------------------------- | ------- | --------- | --------- | ---------- |
| 1950 | 17.000      | 17.200      | 98,8        | 8          |            | 8          | 2.125                     |         | 11        |           | 10         |
| 1966 | 26.500      | 30.000      | 88,3        | 13         | 3          | 10         | 2.038                     |         | 11        | 22        | 8          |
| 1970 | 30.000      | 35.000      | 85,7        | 11         |            | 11         | 2.727                     |         | 13        | 15        |            |
| 1976 | 30.000      | 38.000      | 78,9        | 16         |            | 16         | 1.875                     |         | 22        | 22        | 5          |
| 1980 | 32.800      | 41.000      | 80,0        | 14         |            | 14         | 2.342                     |         | 16        | 30        | 5          |
| 1990 | 102.000     | 120.000     | 85,0        | 11         |            | 11         | 9.272                     | 2       | 13        | 37        | 5          |
| 1999 | 102.000     | 125.000     | 81,6        | 16         | 6          | 10         | 6.375                     | 2       | 16        | 34        | 15         |
| 2000 | 105.000     | 130.000     | 80,8        | 13         | 4          | 9          | 8.076                     | 2       | 12        | 40        | 15         |
| 2001 | 106.000     | 132.000     | 80,3        | 17         | 6          | 11         | 6.235                     | 2       | 17        | 42        | 15         |
| 2002 | 107.000     | 135.000     | 79,3        | 16         | 5          | 11         | 6.687                     | 2       | 18        | 41        | 15         |
| 2003 | 108.000     | 137.000     | 78,8        | 16         | 5          | 11         | 6.750                     | 1       | 16        | 36        | 15         |
| 2004 | 108.500     | 138.000     | 78,6        | 15         | 4          | 11         | 7.233                     | 1       | 20        | 40        | 15         |
| 2010 | 112.000     | 150.000     | 74,7        | 14         | 5          | 9          | 8.000                     | 1       | 14        | 44        | 15         |
| 2014 | 140.110     | 183.650     | 76,3        | 17         | 7          | 10         | 8.241                     | 1       | 15        | 41        | 15         |
| 2017 | 145.961     | 192.986     | 75,6        | 16         | 10         | 6          | 9.122                     | 1       | 11        | 39        | 15         |
| 2020 | 153.564     | 203.802     | 75,3        | 12         | 7          | 5          | 12.797                    |         | 9         | 38        | 16         |
| 2022 | 148.316     | 196.862     | 75,3        | 17         | 12         | 5          | 8.724                     |         | 10        | 38        | 16         |